# Крумин, Фриц Мартынович
Фриц Марты́нович Кру́мин (Кру́минь, также Фрицис Круминьш (латыш. Fricis Krūmiņs), 1892—1931) — сотрудник ВЧК / ГПУ / ОГПУ. Почётный работник ВЧК-ОГПУ (1926). Кавалер ордена Красного знамени (1927).

## Биография
Родился в 1892 году в Риге в рабочей семье. Латыш. С 12 лет работал лесным рабочим. В Первую мировую войну — рядовой, в Гражданскую (в 1918—1919 гг.) — красный партизан. В начале 1919 года вступил в ВКП(б) и начал работу в органах ВЧК (затем ГПУ и ОГПУ). 
До конца 1927 году являлся начальником Полоцкого окружного отдела ГПУ БССР, затем переведён на советско-монгольскую границу начальником 51-го погранотряда ОГПУ, базировавшегося в Троицкосавске Бурят-Монгольской АССР. За помощь в проведении коллективизации ЦИК и Совнарком Бурят-Монгольской АССР наградил Крумина золотыми часами с надписью: «За умелое, твёрдое руководство и беспощадную борьбу с контрреволюцией», а коллегия ОГПУ постановила: «Начальника погранотряда тов. Круминя Ф. М. наградить пистолетом системы «Маузер» с надписью: «За беспощадную борьбу с контрреволюцией — от коллегии ОГПУ». 20 декабря 1930 года, в день празднования 13-й годовщины органов ВЧК—ОГПУ, «монгольскими товарищами» награждён вторым именным оружием — автоматическим пистолетом «Зауэр» № 168921.
В начале 1931 года назначен заместителем Полномочного представителя ОГПУ по Восточно-Сибирскому краю, руководил милицией и уголовным розыском края. 15 июня того же года погиб в бою с повстанческим отрядом бывшего красного партизана И. Я. Князюка в Дзержинском районе.

## Награды и почётные звания
- Почётный работник ВЧК-ОГПУ (1926)
- Орден Красного Знамени (постановление Президиума ЦИК СССР от 14.12.1927[2])